# 三歧真巨口魚
三歧真巨口魚（学名：Eustomias triramis）为輻鰭魚綱巨口鱼目巨口鱼科的其中一種。分布於中大西洋的加勒比海海域，為深海魚類，體長可達11.2公分。

## 扩展阅读
維基物種上的相關：三歧真巨口魚